# 阿列克谢·埃基米扬
阿列克谢·古尔格诺维奇·埃基米扬（俄语：Алексей Гургенович Экимян；1927年4月10日—1982年4月24日），著名的亚美尼亚裔苏联作曲家，他創造了許多動人的歌曲。